# پستن نرژه
پستن نرژه (انگلیسی: Posten Norge) شرکت دولتی پست نروژ است، که در سال ۱۶۴۷ توسط هنریک موریان تأسیس شد.